# Episphenus annamensis
Episphenus annamensis es una especie de coleóptero de la familia Passalidae.

## Distribución geográfica
Habita en Hong Kong (China).